# Агент «оранж»

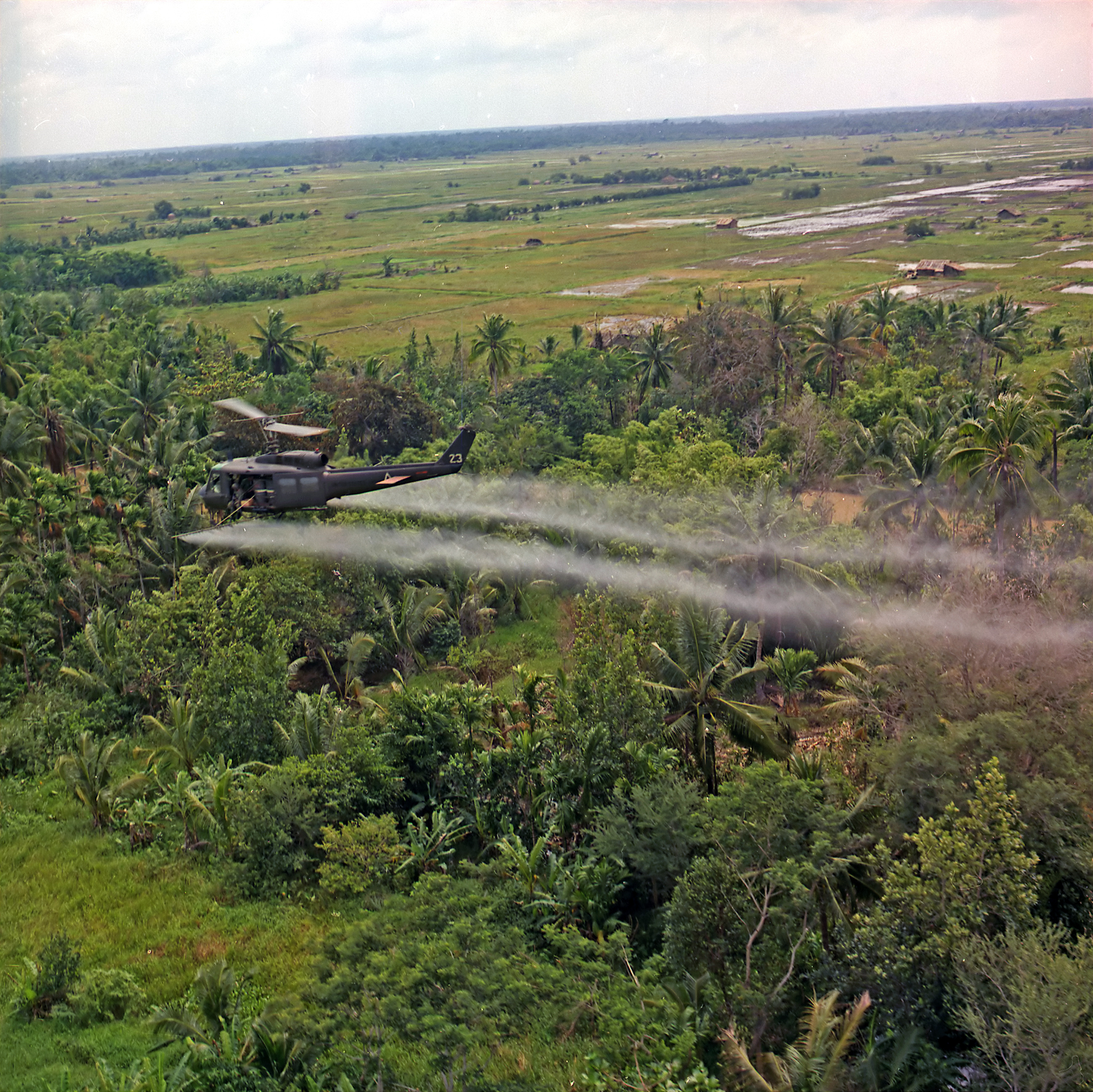
Вертолёт UH-1D 336-й авиационной роты распыляет дефолианты в дельте реки Меконг, 26 июля 1969 года

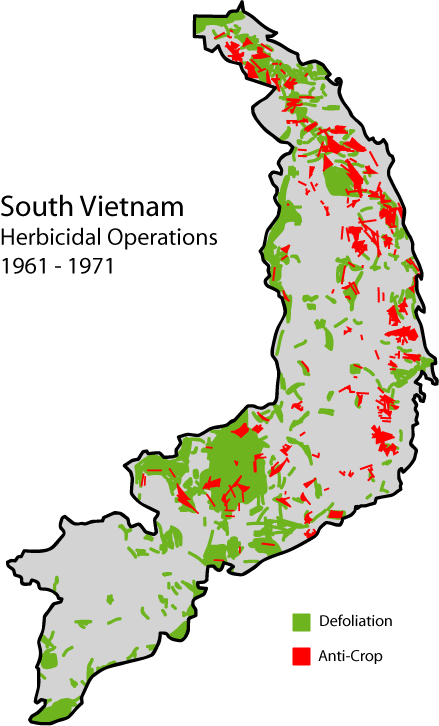
Карта загрязненных районов Южного Вьетнама. Зеленый: опадание листьев, красный: уничтожение урожая.

Агент «оранж», «эйджент орандж» (неизм., м. р.) (англ. Agent Orange, оранжевый реагент) — название смеси дефолиантов и гербицидов синтетического происхождения. Применялся армией Великобритании во время Войны в Малайе и Вооружёнными силами США во Второй Индокитайской войне с 1961 по 1971 год в рамках программы по уничтожению тропических лесов и растительности Ranch Hand, которая являлась основным этапом операции Trail Dust, большей частью на территории Южного Вьетнама, а также ряда других стран Индокитайского полуострова (Камбоджи, Лаоса и Таиланда, даже при том, что последний не имеет общих границ с Вьетнамом). Неформальное словесное название «Оранж» появилось из-за оранжевой полосы, наносимой на бочки для транспортировки этого химиката. Около 52 млн литров агента «оранж» было произведено американской химической промышленностью в период 1963—1969 гг. (пик производства пришёлся на 1967 и 1968 гг., когда было произведено 39 млн литров).

## История

### Состав и свойства
Агент «оранж» представлял собой смесь 1:1 2,4-дихлорфеноксиуксусной кислоты (2,4-Д) и 2,4,5-трихлорфеноксиуксусной кислоты (2,4,5-T) и так же, как и ряд других применявшихся в конфликте химикатов («эйджент пёрпл», «эйджент пинк», «эйджент блю», «эйджент уайт» и «эйджент грин»), производился по упрощённой технологии синтеза. В связи с этим он содержал значительные концентрации диоксина — мутагена, который вызывает онкологические заболевания и генетические мутации у соприкасающихся с ними людей и других живых существ. В общей сложности не менее 14 % территории Вьетнама было подвергнуто воздействию этого яда.
В основу для создания состава агент «оранж» легли наработки американского ботаника Артура Галстона, который впоследствии требовал запретить применение смеси, которую он сам считал химическим оружием. В начале 1940-х гг., тогда ещё молодой аспирант Иллинойсского университета Артур Галстон исследовал химико-биологические свойства ауксинов и физиологию соевых культур. Основным направлением его исследований было изучение влияния 2,3,5-трийодобензойной кислоты на процесс цветения указанной категории растений. Он установил лабораторным способом, что в больших концентрациях данная кислота приводит к ослабеванию целлюлозных волокон на стыке стебля с листьями, что ведёт к опадению листьев (дефолиации). Галстон защитил диссертацию на избранную им тему в 1943 г. и следующие три года посвятил научно-исследовательской работе на тему производства резиновых изделий для военных нужд. Тем временем, сведения об открытии молодого учёного, без его ведома были использованы военными лаборантами на базе «Кэмп-Детрик» (головное учреждение американской программы по разработке биологического оружия) для выяснения перспектив боевого применения химических дефолиантов для решения тактических задач (отсюда официальное название такого рода веществ — «тактические дефолианты» или «тактические гербициды») на Тихоокеанском театре военных действий, где американские войска столкнулись с ожесточённым сопротивлением японских сил, использующих преимущества, предоставляемые им густой растительностью джунглей. Галстон был потрясён, когда в 1946 г. к нему в Калифорнийский технологический институт прибыли двое ведущих специалистов из «Кэмп-Детрик» и торжественно сообщили о том, что результаты его дипломной работы послужили основой для текущих военных разработок (ему как автору полагалась государственная премия). Впоследствии, когда подробности американского военного вмешательства во Вьетнаме в 1960-е гг. освещалась в прессе, Галстон, ощущая свою личную ответственность за разработку агента «оранж», требовал прекратить распыление вещества над странами Индокитайского полуострова. По словам учёного, применение агента «оранж» во Вьетнаме «поколебало его глубокую веру в конструктивную роль науки и привело его к активной оппозиции официальной политики США». Как только сведения о применении вещества в 1966 году достигли учёного, Галстон тут же составил речь для своего выступления на ежегодном научном симпозиуме Американского общества физиологов растений, а когда исполнительный комитет общества отказал ему в предоставлении слова, Галстон в частном порядке начал сбор подписей коллег-учёных под петицией к Президенту США Линдону Джонсону. Двенадцать учёных написали в петиции свои соображения относительно недопустимости применения агента «оранж» и потенциальных последствий для почв и популяций опрыскиваемых территорий. Президент не ответил на обращение, но заместитель Государственного секретаря США Николас Катценбах написал Галстону официальный ответ, в котором убеждал его, что применяемые ВС США в Юго-Восточной Азии химикаты «безвредны» и что их распыление имеет место только «в отдалённых районах», жители которых «заранее предупреждаются».
Разработку соединения в виде, готовом для тактического применения, приписывают лабораторным подразделениям корпорации «Дюпон». Ей же приписывают участие в получении первых контрактов на поставки тактических гербицидов, наряду с компаниями «Монсанто» и «Доу Кемикэл».

### Производство
Производство тактических гербицидов (tactical herbicides) сорта «Orange» в промышленных количествах для применения в военных целях велось по контрактам с Управлением военного снабжения (DSA) Министерства обороны США, следующими химическими компаниями:
- Agrisect Chemical Corporation, Роббинсвилл, Нью-Джерси;
- American Cyanamid Company[англ.], Принстон, Нью-Джерси;
- Diamond Alkali Company, Пейнсвилл, Огайо;
- Diamond Shamrock Corporation[англ.], Амарилло, Техас;
- Dow Chemical Company, Мидленд, Мичиган;
- DuPont Corporation, Уилмингтон, Делавэр;
- Hercules Inc.[англ.], Arkansas Ordnance Plant, Джэксонвилл, Арканзас;
- Hoffman-Taft, Inc., Спрингфилд, Миссури и Верона, Миссури;
- Monsanto Company, Нитро, Западная Виргиния;
- Shamrock Oil and Gas Company, Ньюарк, Нью-Джерси;
- Thompson Chemicals Corporation, St. Louis Plant, Сент-Луис, Миссури;
- Thompson-Hayward Chemical Company, Канзас-Сити, Канзас → T-H Agriculture & Nutrition Company, Inc.[англ.], Канзас-Сити, Канзас;
- U.S. Rubber Company[англ.], Providence Plant, Провиденс, Род-Айленд → Uniroyal, Inc., Мишавока, Индиана.

Модификацию дефолианта «Orange II», иначе называемую «Super Orange» для применения в военных целях изготавливали:
- Dow Chemical Company, Мидленд, Мичиган;
- Miller Chemical Company, Inc., Хановер, Пенсильвания;
- Union Carbide Corporation, South Charleston Manufacturing Site, Саут-Чарлстон, Западная Виргиния;
- Vertac Chemical Corporation, West Helena Plant, Уэст-Хелена, Арканзас.

| Показатели производства и поставок войскам тактических гербицидов сорта «оранж» по компаниям-изготовителям за период 1963—1969 гг. (в канистрах) | Показатели производства и поставок войскам тактических гербицидов сорта «оранж» по компаниям-изготовителям за период 1963—1969 гг. (в канистрах) | Показатели производства и поставок войскам тактических гербицидов сорта «оранж» по компаниям-изготовителям за период 1963—1969 гг. (в канистрах) | Показатели производства и поставок войскам тактических гербицидов сорта «оранж» по компаниям-изготовителям за период 1963—1969 гг. (в канистрах) | Показатели производства и поставок войскам тактических гербицидов сорта «оранж» по компаниям-изготовителям за период 1963—1969 гг. (в канистрах) | Показатели производства и поставок войскам тактических гербицидов сорта «оранж» по компаниям-изготовителям за период 1963—1969 гг. (в канистрах) | Показатели производства и поставок войскам тактических гербицидов сорта «оранж» по компаниям-изготовителям за период 1963—1969 гг. (в канистрах) | Показатели производства и поставок войскам тактических гербицидов сорта «оранж» по компаниям-изготовителям за период 1963—1969 гг. (в канистрах) | Показатели производства и поставок войскам тактических гербицидов сорта «оранж» по компаниям-изготовителям за период 1963—1969 гг. (в канистрах) |
| Изготовитель | 1963 | 1964 | 1965 | 1966 | 1967 | 1968 | 1969 | Всего |
| --- | --- | --- | --- | --- | --- | --- | --- | --- |
| Dow | | | 5 465 | 3 720 | 32 115 | 36 935 | | 78 235 |
| Monsanto | 15 | 1 085 | 15 490 | 9 960 | 18 520 | 20 875 | 1 120 | 67 065 |
| Hercules | | | 6 005 | 12 885 | 14 505 | 16 550 | | 49 945 |
| Thompson-Hayward | | | | | 5 875 | 15 180 | | 21 055 |
| Diamond-Alkali | | | | 1 000 | 4 920 | 6 595 | 40 | 12 555 |
| UniRoyal | | | | 1 635 | 8 180 | 1 820 | | 11 635 |
| Thompson | | | | | 2 985 | 3 365 | 835 | 7 185 |
| Agrisect | | | | | | | 1 875 | 1 875 |
| Hoffman-Taft | | | | | | | 410 | 410 |
| Канистр | 15 | 1 085 | 26 960 | 29 200 | 87 100 | 101 320 | 4 280 | 249 960 |
| Литров | 3 120 | 225 680 | 5 607 680 | 6 073 600 | 18 116 800 | 21 074 560 | 890 240 | 51 991 680 |
| Примечание: Каждая канистра соответствует 55 американским галлонам или 208 литрам.                                                               | | | | | | | | |

## Применение в военных целях

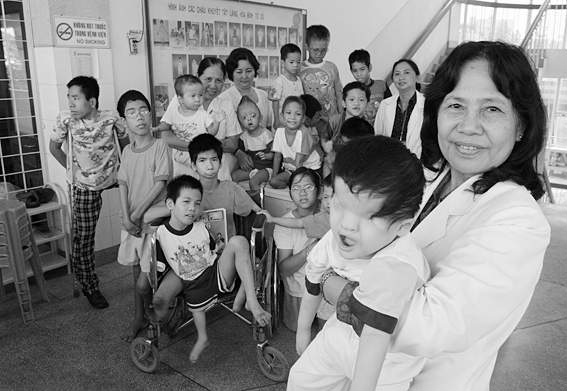
Группа детей-инвалидов, по большей части жертв агента «оранж»

По данным министерства обороны США, с 1962 по 1971 годы американцы распылили на 10 % территории Южного Вьетнама 77 миллионов литров «эйджент орандж», в том числе 44 миллиона литров, содержащих диоксин.
По данным вьетнамского «Общества пострадавших от диоксина», из трёх миллионов вьетнамцев — жертв химиката к настоящему времени свыше миллиона человек в возрасте до 18 лет стали инвалидами, страдающими наследственными заболеваниями. Вьетнамским жертвам в выплатах компенсации за ущерб, причинённый жизни и здоровью воздействием химиката, было отказано.

## Применение в невоенных целях
Агентство по охране окружающей среды США использовало агент «оранж» для опыления национальных лесов США до 1978 года.

## Последствия изготовления
Производство указанной группы химикатов относится к категории опасного производства, в результате которого сопутствующие заболевания (нередко, со смертельным исходом) получили работники заводов вышеперечисленных компаний-изготовителей, а также жители населённых пунктов, в пределах городской черты или в окрестностях которых были сосредоточены производственные мощности.

## Компенсации
С 1980 года принимаются попытки добиться компенсации с помощью судебных разбирательств, в том числе и с компаниями-производителями этих веществ (Dow Chemical и Monsanto).
В ходе утренних слушаний 7 мая 1984 г., в рамках судебного процесса, инициированного американскими ветеранскими организациями, корпоративным юристам «Монсанто» и «Доу Кемикэл» удалось свести процесс до мирового соглашения на сумму 180 млн долл., что было названо «победой в монументальной битве» американского бизнеса и юриспруденции против собственных ветеранов.
Ветераны США, Новой Зеландии, Австралии и Канады получили компенсацию в 1984 году.
В 1999 году порядка 20 тысяч южнокорейских ветеранов Вьетнамской войны подали два отдельных иска с требованием выплаты компенсации общим размером в 5 миллионов долларов США. 23 апреля 2002 года один из районных судов Сеула отклонил иск ветеранов, но 15 июня того же года, ветераны подали апелляцию. 26 января 2006 года Апелляционный суд Южной Кореи постановил, что американские компании Dow Chemical и Monsanto обязаны выплатить 6795 южнокорейским ветеранам компенсацию в размере 62 миллионов долларов США.

## В произведениях поп-культуры
В фильме «Рэмбо: Первая кровь» (1982) несколько раз делается отсылка к применению тактических химикатов во время Вьетнамской войны, события фильма разворачиваются после приезда главного героя в дом сослуживца-афроамериканца, который уже скончался (словами главного героя: «Был убит во Вьетнаме и сам даже не знал об этом — рак сожрал его до костей»), впоследствии оказывается, что все выжившие ветераны спецподразделения зелёных беретов, — «команды Бейкер», — по прибытии в США умерли от последствий, связанных с интоксикацией дефолиантами.
Немецкая трэш-метал-группа Sodom назвала свой третий альбом Agent Orange (1989) и написала к нему заглавную песню с таким же названием. Она повествует о последствиях применения этого вещества против Вьетнама.
Также существует одноимённая инструментальная композиция за авторством британской группы Depeche Mode, выпущенная би-сайдом к синглу Strangelove (1987).
У популярного нидерландского драм-н-бейс исполнителя Limewax существует одноименный трек Agent Orange, ставший заглавным на 4-м фестивале электронной музыки «Therapy Session».
Так же в песне «Uncommon Valor : A Vietnam Story» написанной андерграунд репером R.A. the Rugged Man повествуется о событиях Вьетнамской войны и о последствиях воздействия Agent Orange от лица его отца военного на трех его детей — корковая слепота, церебральный паралич и умственная отсталость. Сам же Джон Торберн, отец Ричарда Эндрю Торберна (R.A. The Rugged Man), в результаре воздействия химиката умер от рака легких 7 января 2010 года